# Lac Oulu
Le lac Oulu (en finnois : Oulujärvi, en suédois : Ule träsk) est un lac finlandais situé dans la région de Kainuu de la province d'Oulu.

## Géographie

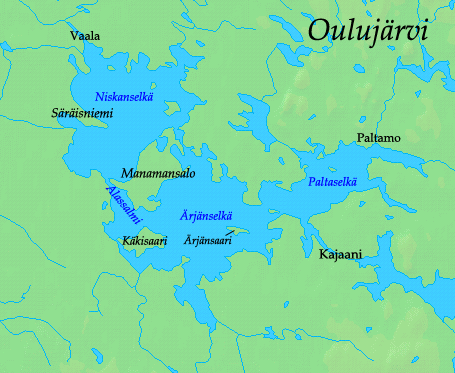
Carte du lac Oulu.

Avec 887,09 km2 de superficie, le lac Oulu est le cinquième plus grand lac de Finlande. 40 % de son étendue se trouve dans la municipalité de Vaala.

### Source
- (fi) Ministère finlandais de l'environnement - Classement des 94 lacs finlandais de plus de 40 km2